# Stripped (альбом Кристины Агилеры)
Stripped (с англ. — «Обнажённая») — четвёртый студийный альбом американской певицы Кристины Агилеры, выпущенный 22 октября 2002 года на лейбле RCA Records. После успеха дебютного альбома, выдержанного в жанре тин-попа, Агилера решила дистанцироваться от этого музыкального стиля. Она взяла творческий контроль над записью своей следующей пластинки, выступила её исполнительным продюсером и написала большую часть песен. Певица также сменила образ и придумала новое альтер эго под названием «Икс-Тина» (с англ. — «X-Tina»). В музыкальном плане Stripped выдержан в стиле поп-музыки и R&B; в композициях также присутствуют элементы многих других жанров, включая соул, рок, хип-хоп и латино. Во многих треках затрагивается тема самоуважения, а в некоторых из них говорится о сексе и феминизме. В записи альбома принимали участие несколько музыкальных продюсеров, в частности, Алиша Киз, Скотт Сторч и Линда Перри.
Stripped получил смешанные отзывы критиков; многие рецензенты сочли пластинку недостаточно целостной в музыкальном плане, некоторые называли её «практически» альбомом для взрослых. Тем не менее, диск принёс Агилере пять номинаций на премию «Грэмми», в том числе победу в одной из них. Stripped дебютировал под вторым номером в американском хит-параде Billboard 200, его продажи в первую неделю составили 330 000 экземпляров. Впоследствии Американская ассоциация звукозаписывающих компаний четырежды присвоила пластинке платиновый статус за четыре миллиона проданных экземпляров. Кроме того, диск закрепился в первой пятёрке чартов Канады, Нидерландов, Ирландии, Новой Зеландии и Великобритании. Stripped стал одним из наиболее продаваемых альбомов Агилеры в Великобритании, его продажи в этой стране достигли отметки в два миллиона экземпляров. В общей сложности диск разошёлся по всему миру тиражом более 10 миллионов экземпляров.
В поддержку пластинки было выпущено пять синглов. Первым из них стала песня «Dirrty», видеоклип на которую подвергся критике и вызвал неоднозначную реакцию из-за откровенных кадров. Тем не менее, трек имел успех во многих хит-парадах. Второй сингл, «Beautiful», получил положительные отзывы и пользовался популярностью в чартах по всему миру. Последующие три сингла — «Fighter», «Can’t Hold Us Down» и «The Voice Within» — попали в первую десятку хит-парадов разных стран. В рамках промокампании Агилера исполняла песни из альбома на различных телешоу и мероприятиях, в частности, на Церемонии MTV Europe Music Awards 2002, Церемонии American Music Awards 2003 и на Церемонии MTV Video Music Awards 2003. В 2003 году певица также гастролировала с двумя концертными программами: Justified & Stripped Tour (совместно с Джастином Тимберлейком) и The Stripped Tour.

## История создания и запись
После выпуска дебютного альбома в 1999 году Агилера добилась крупного прорыва с такими хитами, как «Genie in a Bottle» и «What a Girl Wants». Несмотря на мировую популярность, Агилеру не устраивал музыкальный репертуар и образ бабблгам-поп-певицы, который для неё придумал менеджер Стив Курц, поскольку этот жанр в то время был коммерчески выгодным. Она решила, что её следующий альбом будет более глубоким в плане музыки и текстов. В конце 2000 года Агилера прекратила сотрудничество со Стивом Курцом, а её новым менеджером стал Ирвинг Азофф. После смены менеджмента Агилера начала думать над музыкальным стилем будущей пластинки. Она также создала альтер эго Икс-Тина (с англ. — «X-Tina»). Певица сменила внешность и образ — перекрасила волосы в чёрный цвет и появилась обнажённой на обложках нескольких журналов.
В 2001 году Агилера выпустила успешный сингл «Lady Marmalade» — кавер на песню LaBelle — совместно с Lil’ Kim, Пинк и Майей, и в конце того же года приступила к работе над новым материалом. Запись проходила на студиях Electric Lady и The Hit Factory в Нью-Йорке, The Enterprise в Бербанке и Conway Recording, Record Plant и NRG Recording в Лос-Анджелесе. По словам Агилеры, сессии длились намного дольше, чем она ожидала. Она также вспоминала, что в то время произошло много событий, в том числе расставание с её первым возлюбленным Хорхе Сантосом. По словам певицы, тексты песен на пластинке вышли очень личными, а её вокал оказался более минималистичным, без «пафосной импровизации, которая раздражала критиков». В работе над Stripped Агилера сотрудничала с несколькими авторами и продюсерами, в частности, с Алишей Киз, Скоттом Сторчом и Линдой Перри. Во время записи альбома Перри оказала большое влияние на Агилеру и многому её научила. Алиша Киз написала трек «Impossible», который был записан на студии Electric Lady в Нью-Йорке. Скотт Сторч написал и спродюсировал в общей сложности семь песен, включая два сингла. По словам Сторча, Агилера была его лучшей подругой, о которой он заботился больше всего. Однако, после того, как Сторч из-за занятости отказался продюсировать пластинку Back to Basics (2006), между ним и Агилерой началась вражда, о чём певица упомянула в одном из треков Back to Basics под названием «F.U.S.S. (Interlude)».

## Музыка и тексты песен
В музыкальном плане Stripped выдержан в стиле поп-музыки и R&B с элементами различных жанров, включая соул, хип-хоп, хэви-метал, рок, рок-н-ролл, госпел и латино. Пластинка позволила Агилере дистанцироваться от песен в стиле тин-поп из её дебютного альбома. Многие музыкальные обозреватели раскритиковали музыкальный стиль диска из-за отсутствия целостности. Большую часть песен написала сама Агилера. По словам певицы, альбом отражает её личный и творческий рост. Она также говорила, что её вдохновили треки Линды Перри, которые та написала для пластинки Пинк Missundaztood.
Альбом начинается с трека «Stripped Intro», который описывает смену музыкального стиля певицы строчкой: «Прости, что я говорю то, что думаю / прости, что не делаю того, что мне говорят». Следующая песня, «Can't Hold Us Down», при участии Lil' Kim, выдержана в стиле R&B и хип-хопа с элементами дэнсхолла. В ней говорится о феминизме; предполагалось, что её текст относится к рэперу Эминему и Фреду Дёрсту. Третий трек, «Walk Away» — фортепианная баллада, в которой используется «умная» метафора для описания насилия в отношениях. В четвёртой песне, «Fighter», ощущается влияние хэви-метала и арены-рока. В композиции рассказывается о том, как женщина хочет поблагодарить мужчину, который сделал ей больно; вдохновением для песни послужило несчастливое детство певицы. За ней следуют интерлюдия «Primer Amor Interlude», трек в стиле латин-попа и фламенко «Infatuation» и интерлюдия «Loves Embrace Interlude».
«Loving Me 4 Me» — баллада в стиле классического R&B и неосоула. В следующих треках «Impossible» и «Underappreciated» содержатся элементы джаза и фанка. В «Impossible» затрагивается тема игры на фортепиано, а в «Underappreciated» говорится о боли после расставания. Фортепианная баллада «Beautiful» повествует о самоуважении; многие критики высоко оценили её продюсирование и назвали лучшей песней в альбоме. Следующий трек «Make Over» — композиция в стиле сальсы и дэнс-рока с влиянием гаражного рока. После выхода композиции Агилеру обвинили в незаконном использовании семпла из песни Sugababes «Overload»; в The Guardian также отметили сильное сходство между двумя треками. Позже Американское общество композиторов, авторов и издателей (ASCAP) указало в авторах «Make Over» людей, написавших песню Sugababes. «Cruz» — рок-баллада, которая музыкально схожа с работами Майкла Болтона. В следующих двух треках «Get Mine, Get Yours» и «Dirrty» рассказывается о половом акте. «Dirrty» — ремейк композиции рэпера Redman «Let’s Get Dirty (I Can’t Get in da Club)» (2001), в записи которого принял участие сам исполнитель. За этой песней следует интерлюдия «Stripped Pt. 2». В балладе «The Voice Within» говорится о доверии к самому себе, а струнная «I’m OK» повествует о жестоком обращении отца Агилеры, которое она пережила в детстве. В последнем треке пластинки «Keep on Singin' My Song» содержатся элементы драм-н-бейса.

## Релиз и промокампания

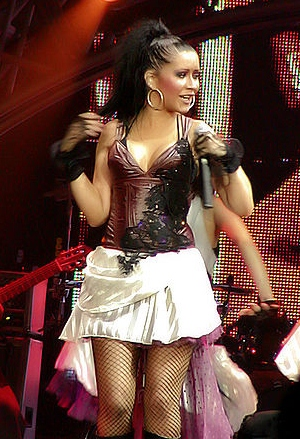
Кристина Агилера выступает в рамках тура The Stripped Tour в июле 2003 года

Stripped впервые вышел в Странах Северной Европы 22 октября 2002 года на лейбле Sony Music Entertainment. Через неделю лейбл RCA Records осуществил релиз диска в США. Промокампания альбома началась 28 октября 2002 года, когда Агилера посетила шоу Halloween Bush на радиостанции Чикаго B96, где исполнила четыре песни из альбома — «Dirrty», «Get Mine, Get Yours», «Beautiful» и «Impossible». В тот же день певица выступила в «Позднем шоу с Дэвидом Леттерманом» с композицией «Beautiful». Она также исполнила песни «Dirrty» и «Beautiful» в программе Top of the Pops, которая позже вышла в эфир в октябре 2002 года. 1 ноября 2002 года Агилера выступила на утреннем телешоу Today с композициями «Beautiful» и «Impossible». 4 ноября в рамках промокампании Stripped певица посетила The Daily Show. 14 ноября 2002 года Агилера и рэпер Redman исполнили песню «Dirrty» на Церемонии MTV Europe Music Awards 2002. Для выступления сцена была переделана в боксёрский ринг. 15 декабря певица спела «Beautiful» на премии телеканала VH1. 13 января 2003 года Агилера исполнила композиции «Beautiful» и «Impossible» на церемонии American Music Awards.
15 марта 2003 года Агилера посетила вечернее телешоу Saturday Night Live, где спела треки «Beautiful» и «Fighter». 23 августа того же года на Церемонии MTV Video Music Awards Агилера вместе с Мадонной, Бритни Спирс и Мисси Эллиотт выступила с попурри из песен Мадонны «Like a Virgin» «Hollywood» и композиции Эллиотт «Work It». К концу исполнения «Hollywood» Мадонна поцеловала Спирс и Агилеру, что привлекло внимание таблоидов и вызвало ажиотаж, и сделало это выступление одним из культовых в истории премии MTV Video Music Awards. Позже, тем же вечером, Агилера совместно с Redman и гитаристом Дэйвом Наварро исполнила треки «Dirrty» и «Fighter». 16 января 2004 года певица посетила «Позднее шоу с Дэвидом Леттерманом», где спела песню «Walk Away». 8 февраля 2004 года Агилера выступила на 46-й церемонии «Грэмми» с композицией «Beautiful», которая принесла ей победу в номинации «Лучшее женское вокальное поп-исполнение».

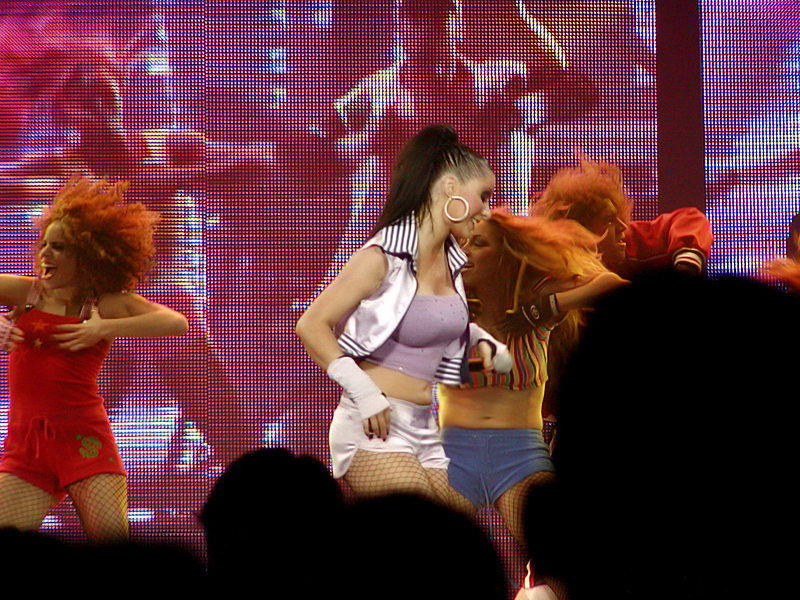
Кристина Агилера исполняет композицию «What a Girl Wants» на концерте на Эмвей-арене в Орландо (Флорида) в рамках тура The Stripped Tour

Агилера также поддержала релиз Stripped двумя гастрольными турами. Летом 2003 года вместе с Джастином Тимберлейком певица отправилась в тур Justified & Stripped Tour, который проходил по городам Северной Америки. Из-за проблем с освещением сцены несколько концертов были отменены и перенесены. В июле 2003 года в магазинах Target вышел мини-альбом под названием Justin and Christina, в который вошли четыре ремикса на треки из альбомов обоих исполнителей и две новые песни. В конце 2003 года Агилера отправилась на гастроли с сольной концертной программой The Stripped Tour по городам Европы, Японии и Австралии. Тур собрал кассу в 30 261 670 миллионов долларов США и стал 16-м наиболее успешным туром 2003 года по версии журнала Billboard. В мае 2004 года должны были состояться гастроли по городам Северной Америки в рамках The Stripped Tour, однако все 29 концертов вскоре пришлось отменить в связи с тем, что певица повредила связки. 30 ноября 2003 года состоялся релиз концертного видеоальбома Stripped Live in the U.K., в который вошла запись с концерта на Уэмбли Арене в Лондоне.

### Синглы

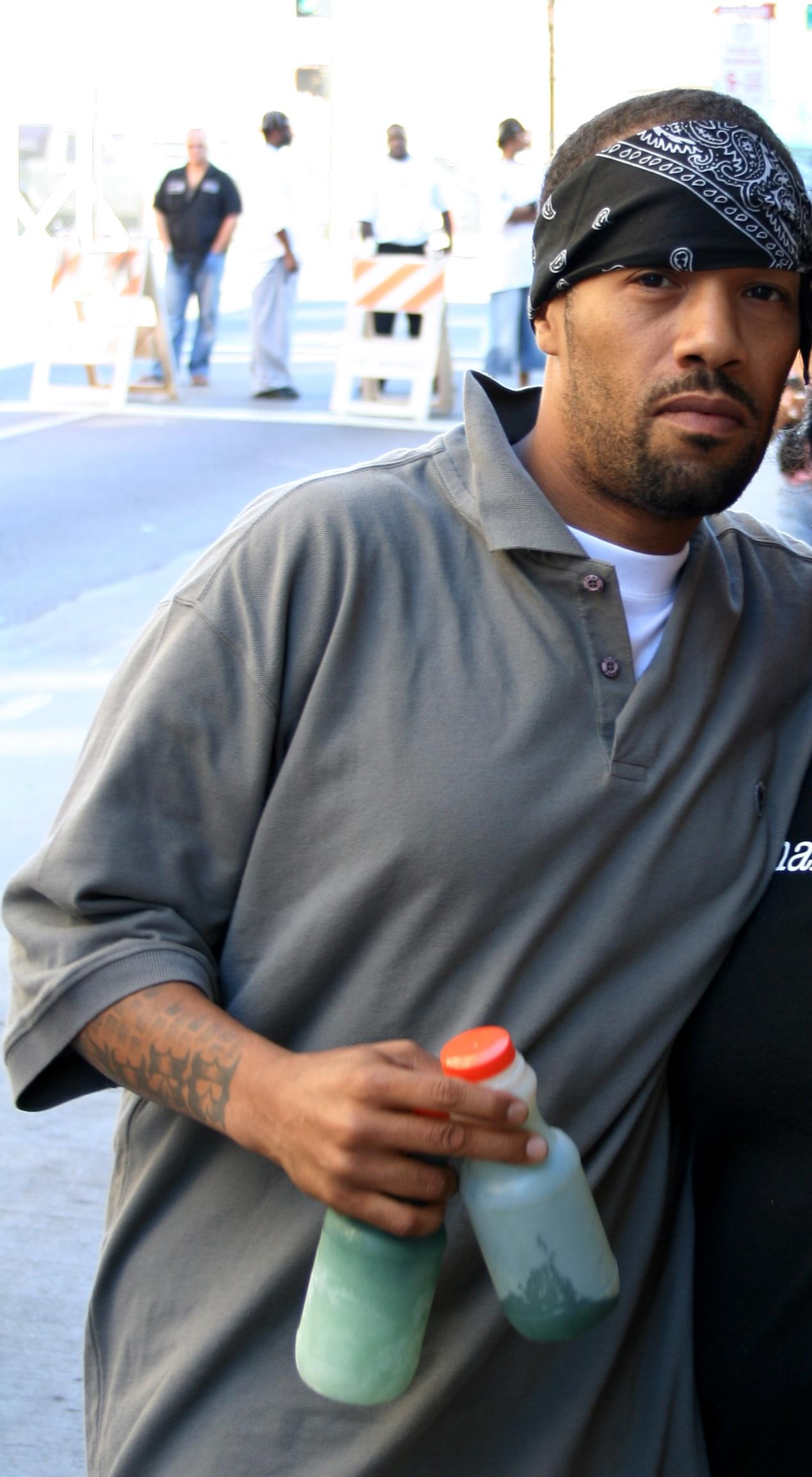
Рэпер Redman принял участие в записи сингла «Dirrty» в качестве приглашённого исполнителя

В сентябре 2002 года на американских радиостанциях состоялась премьера первого сингла с Stripped «Dirrty». Изначально лейбл RCA Records намеревался выпустить в качестве ведущего сингла композицию «Beautiful», но Агилера настаивала на том, чтобы таковым стала песня «Dirrty». Сингл закрепился на 48-й позиции в американском хит-параде Billboard Hot 100. Композиция имела значительный успех в чарте Великобритании, продержавшись на вершине две недели; ей со временем был присвоен платиновый статус, а по состоянию на 2017 год в Великобритании было продано 493 000 экземпляров сингла. Кроме того, песня занимала высокие позиции в хит-парадах Австрии, Испании и Швейцарии. «Dirrty» получила смешанные отзывы критиков, одни из которых называли песню лучшей в альбоме, другие остались недовольны звучанием и сравнивали её не в лучшую сторону с треком Бритни Спирс «I'm a Slave 4 U» (2001). Видеоклип, снятый Дэвидом Лашапелем, раскритиковали за слишком провокационные кадры; он также вызвал протесты в Таиланде из-за использования двух постеров на тайском языке, надписи на которых переводятся как «Таиландский секс-туризм» и «Молодые несовершеннолетние девушки».

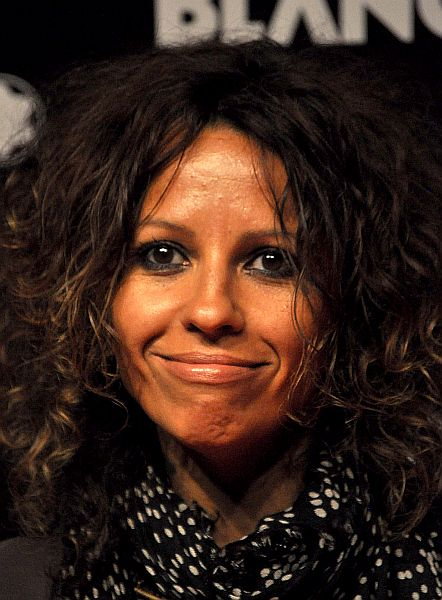
Линда Перри написала и спродюсировала композицию «Beautiful»

В ноябре 2002 года вышел второй сингл с пластинки «Beautiful». Автором композиции выступила Линда Перри, которая должна была записать её сама, но услышав, как песню исполняет Агилера, Перри разрешила певице взять её к себе в репертуар. «Beautiful» закрепилась на второй строчке в американском хит-параде Billboard Hot 100, и провела в чарте в общей сложности 27 недель. В марте 2006 года синглу был присвоен золотой статус в США, а к августу 2014 года его цифровые продажи превысили 1 512 000 экземпляров. Песня возглавила чарты Канады, Великобритании, Австралии, Новой Зеландии. «Beautiful» получила положительные отзывы музыкальных критиков. Режиссёром видеоклипа на эту песню выступил Юнас Окерлунд. Видео, затрагивающее темы нервной анорексии, гомосексуализма, травли, самоуважения и проблем трансгендеров, было тепло принято в СМИ. Этот клип принёс певице награду GLAAD Media Awards за положительное отражение в нём ЛГБТ-сообщества. Журнал Rolling Stone и телеканал VH1 назвали «Beautiful» одной из лучших песен 2000-х годов.
Третий сингл с Stripped «Fighter» вышел 13 марта 2003 года и получил положительные отзывы многих критиков. Песня закрепилась на 20-й строчке в хит-параде Billboard Hot 100, а также попала в первую двадцатку чартов нескольких стран, включая Австралию, Германию, Швецию, Испанию. В итоге ей был присвоен золотой статус в Австралии и США и серебряный в Великобритании. По состоянию на август 2014 года в США было продано 1 184 000 цифровых экземпляров сингла. Видеоклип на эту песню, снятый Флорией Сигизмонди, получил четыре номинации на премию MVPA: «Лучшее видео», «Лучшая операторская работа», «Лучший макияж» и «Лучший стиль». «Fighter» стала одной из самых вдохновляющих песен Агилеры для женщин благодаря своему тексту.
8 июля 2003 года состоялся релиз четвёртого сингла с пластинки «Can't Hold Us Down», при участии Lil' Kim. Композиция закрепилась на 12-й строчке в американском хит-параде Billboard Hot 100. В австралийском чарте песня заняла пятое место, и вскоре получила в Австралии золотой статус. В британском хит-параде она добралась до шестой позиции, а 3 апреля 2020 года Британская ассоциация производителей фонограмм присвоила ей серебряную сертификацию. «Can’t Hold Us Down» получила смешанные отзывы критиков. Она также принесла Агилере номинацию на премию «Грэмми» в категории «Лучшее совместное вокальное поп-исполнение», но уступила композиции Стинга и Мэри Джей Блайдж «Whenever I Say Your Name». Режиссёром видеоклипа выступил Дэвид Лашапель.
27 октября 2003 года вышел пятый и последний сингл с Stripped «The Voice Within». Песня закрепилась на 33-й строчке в американском хит-параде Billboard Hot 100 и попала в первую десятку чартов многих европейских стран. Музыкальные критики высоко оценили фортепианную балладу, повествующей о самоуважении. Режиссёром клипа на эту песню вновь выступил Дэвид Лашапель. Видео получило три номинации на премию MTV Video Music Awards 2004: «Лучшее женское видео», «Выбор зрителей» и «Лучшая операторская работа».
14 марта 2008 года песня «Walk Away», не будучи синглом, заняла 35-е место в хит-параде Дании.

## Восприятие

### Реакция критиков
| Совокупная оценка    | Совокупная оценка |
| Источник             | Оценка            |
| -------------------- | ----------------- |
| Metacritic           | 55/100            |
| Оценки критиков      |                   |
| Источник             | Оценка            |
| AllMusic             | [ 11 ]            |
| Billboard            | (положительная)   |
| Entertainment Weekly | C+                |
| The Guardian         | [ 15 ]            |
| NME                  | 6/10              |
| Play                 | [ 79 ]            |
| Rolling Stone        | [ 13 ]            |
| Slant                | [ 16 ]            |
| Stylus               | F                 |
| Spin                 | 6/10              |
| The Village Voice    | (негативная)      |

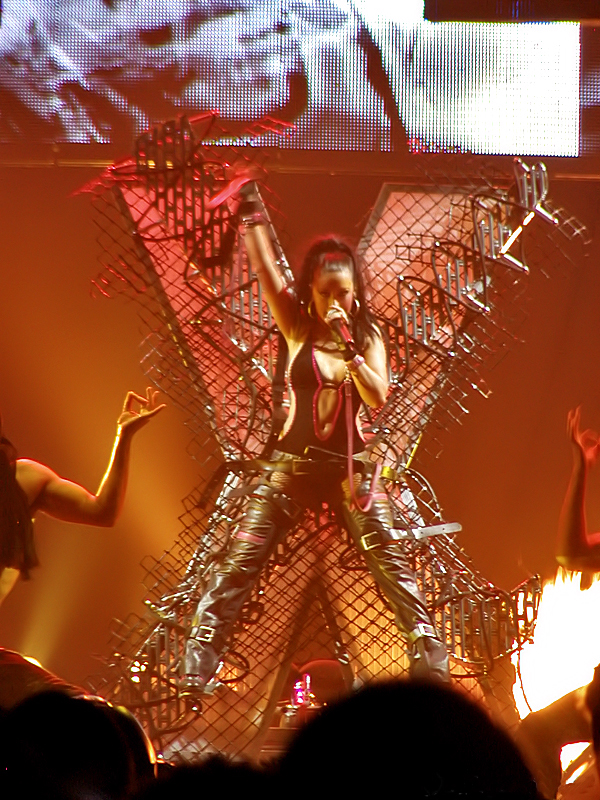
Кристина Агилера исполняет композицию «Genie in a Bottle» в рамках тура The Stripped Tour

Stripped получил смешанные отзывы критиков. На сайте-агрегаторе Metacritic альбом получил оценку в 55 баллов из 100, основанную на 14 рецензиях. Обозреватель журнала Billboard высказал мнение, что «бывшая подростковая поп-звезда уверенно доказывает, что у неё есть всё необходимое для создания прочной карьеры» и назвал Stripped «пластинкой, богатой поразительной глубиной, которую должен прослушать каждый». Жаклин Ходжес из BBC Music отметила, что альбом, «так же как и большинство нарядов певицы, — выразительный и экстравагантный», и что, «по-видимому, большая его часть является упражнением в растяжении голосовых связок на слабых минусовках». Джэнси Данн из журнала Rolling Stone поставила диску три звезды из пяти возможных; журналистка назвала пластинку «практически» альбомом для взрослых, но раскритиковала её за недостаток музыкальной целостности. В журнале Blender дали диску смешанную оценку, но при этом отметили, что он гораздо лучше работ Бритни Спирс. Джош Кун из журнала Spin подчеркнул, что пластинка довольно разнообразна: «это и шаг в сторону хип-хопа, шаг в сторону рока, это и гетто, это и Дисней». В заключение рецензент отметил, что этим альбомом Агилера рассказывает нам, чего «действительно хочет девушка-поп-звезда: дать волю своему телу, творчеству и сердцу». Джим Вирт из британского журнала NME сравнил пластинку с творчеством Мэрайи Кэри и поделился мнением, что Stripped звучит словно альбом Кэри Rainbow (1999). Обозреватель журнала Slant Сэл Чинкемани отметил, что «настолько глянцевый и приторный, Stripped скорее событие, нежели альбом»; по мнению рецензента, пластинка «настолько запродюсирована и перегружена, что могла бы с лёгкостью сойти за альбом Джанет Джексон». Бетти Кларк из британской газеты The Guardian выразила мнение, что Stripped «довольно затянутый, слишком сентиментальный и, к сожалению, довольно „разодетый“» альбом.
Обозреватель The Village Voice Джейн Дарк в негативной рецензии назвала Striped альбомом «ню-Мэрайи, дополненным псевдокомпиляцией полупопулярных песен». Тодд Бернс из журнала Stylus также отрицательно отозвался о пластинке: «между десятью-двенадцатью посредственными/хорошими песнями мы имеем восемь-десять треков, которые лучше бы были би-сайдами». Стивен Томас Эрлевайн с сайта AllMusic назвал Stripped альбомом исполнителя, «которому очень рано дали свободу, и который понятия не имеет, что с ней делать». Джон Парелес из The New York Times высказал мнение, что Stripped «рискует оттолкнуть старых поклонников певицы, не привлекая новых».
В 2017 году журнал The Fader назвал Stripped одним из величайших альбомов, записанных женщиной.

### Коммерческий успех

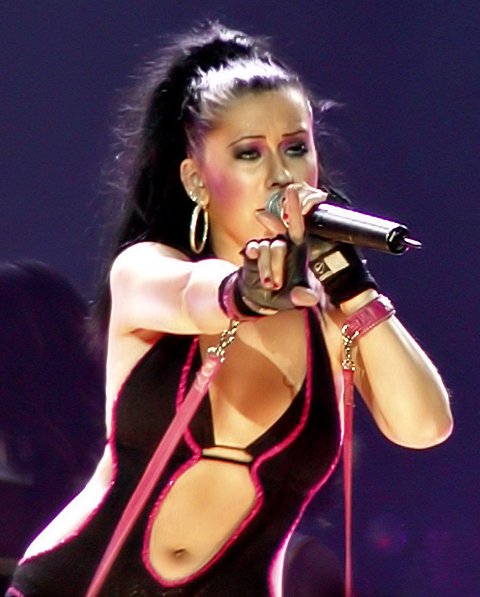
Кристина Агилера исполняет композицию «Genie in a Bottle» в рамках тура The Stripped Tour

Согласно Nielsen SoundScan, Stripped дебютировал на втором месте в американском хит-параде Billboard 200, в первую неделю было продано 330 000 экземпляров диска; первую строчку Stripped уступил альбому Эминема 8 Mile: Music from and Inspired by the Motion Picture. Пластинка продержалась в чарте до 2004 года и в итоге Американская ассоциация звукозаписывающих компаний (RIAA) четырежды присвоила ей платиновый статус. К декабрю 2009 года, по данным Nielsen SoundScan, продажи диска в США составили 4 234 000 экземпляров, что сделало Stripped вторым наиболее продаваемым альбомом Агилеры в Соединённых Штатах после её дебютной пластинки. По состоянию на 2018 год, в США было продано свыше 4 423 000 экземпляров. В канадском хит-параде Stripped дебютировал на третьей строчке с продажами 14 000 экземпляров в первую неделю. В итоге диск стал трижды платиновым в Канаде. Stripped также был довольно успешен в странах Латинской Америки. Пластинке удалось возглавить аргентинский хит-парад, за что ей присвоили платиновый статус в Аргентине. Кроме того, альбом получил золотую сертификацию в Бразилии и Мексике.
В чартах других стран Stripped стартовал не очень успешно, но впоследствии добился коммерческого успеха. В Великобритании альбом дебютировал на 19-й строчке, а затем закрепился на второй. Stripped стал одним из наиболее успешных альбомов Агилеры в Великобритании; он продержался 112 недель в первой сотне чарта и стал шесть раз платиновым. Пластинка стала 29-м самым продаваемым альбомом 2000-х годов в Великобритании, а также вторым наиболее продаваемым альбомом американской исполнительницы за десятилетие после лонгплея Норы Джонс Come Away with Me (2002). По состоянию на 2006 год, Stripped занимал 73-ю строчку в рейтинге ста самых продаваемых альбомов в Великобритании всех времён, всего было продано 1 850 852 экземпляров диска. По данным Official Charts Company на 2013 год, Stripped — самый продаваемый альбом среди пластинок бывших участниц шоу «Клуб Микки Мауса». В марте 2015 года в Official Charts Company (OCC) сообщили, что Stripped стал сороковым наиболее продаваемым альбомом тысячелетия в стране. По состоянию на 2017 год, в Великобритании продано свыше двух миллионов экземпляров диска. Stripped также попал в первую десятку чартов нескольких европейских стран, включая Данию, Германию, Ирландию, Нидерланды, Норвегию и Швейцарию. Stripped получил трижды платиновый статус от Международная федерация производителей фонограмм (IFPI) за более чем три миллиона проданных экземпляров.
Stripped достиг первой десятки хит-парадов Австралии и Новой Зеландии, закрепившись на седьмой позиции в австралийском чарте и на пятой в новозеландском. Альбому четырежды был присвоен платиновый статус в Австралии за более чем 280 000 проданных экземпляров. Кроме того, пластинка заняла 13-ю строчку в японском хит-параде и получила золотую сертификацию в Японии.
Общие продажи альбома по всему миру превышают 13 миллионов экземпляров.

### Награды и номинации
| Год  | Номинируемая работа                         | Категория                                  | Премия                  | Результат | Ref             |
| ---- | ------------------------------------------- | ------------------------------------------ | ----------------------- | --------- | --------------- |
| 2003 | «Dirrty» (совместно с Redman)               | Лучшее совместное вокальное поп-исполнение | Грэмми                  | Номинация | [ 110 ] [ 111 ] |
| 2003 | «Beautiful» (видеоклип)                     | Особое признание                           | GLAAD Media Awards      | Победа    | [ 63 ] [ 112 ]  |
| 2003 | Stripped                                    | Музыкальный выбор — альбом                 | Teen Choice Awards      | Номинация | [ 113 ]         |
| 2003 | «Dirrty»                                    | Лучшее женское видео                       | MTV Video Music Awards  | Номинация | [ 114 ]         |
| 2003 | «Dirrty»                                    | Лучшее поп-видео                           | MTV Video Music Awards  | Номинация | [ 114 ]         |
| 2003 | «Dirrty»                                    | Лучшее танцевальное видео                  | MTV Video Music Awards  | Номинация | [ 114 ]         |
| 2003 | «Dirrty»                                    | Лучшая хореография                         | MTV Video Music Awards  | Победа    | [ 114 ]         |
| 2003 | «Dirrty»                                    | Видео года                                 | MOBO Awards             | Победа    | [ 115 ]         |
| 2003 | «Dirrty»                                    | Сингл года                                 | Q Awards                | Победа    | [ 116 ]         |
| 2003 | Stripped                                    | Лучший альбом                              | MTV Europe Music Awards | Номинация | [ 117 ]         |
| 2003 | «Beautiful»                                 | Лучшая песня                               | MTV Europe Music Awards | Номинация | [ 117 ]         |
| 2004 | «Beautiful»                                 | Лучшее женское вокальное поп-исполнение    | Грэмми                  | Победа    | [ 118 ] [ 119 ] |
| 2004 | «Beautiful»                                 | Лучшая песня года                          | Грэмми                  | Номинация | [ 118 ] [ 119 ] |
| 2004 | «Can't Hold Us Down» (совместно с Lil' Kim) | Лучшее совместное вокальное поп-исполнение | Грэмми                  | Номинация | [ 118 ] [ 119 ] |
| 2004 | Stripped                                    | Лучший вокальный поп-альбом                | Грэмми                  | Номинация | [ 118 ] [ 119 ] |
| 2004 | «Beautiful»                                 | Любимое видео                              | MTV Asia Awards         | Номинация | [ 120 ]         |
| 2004 | Stripped                                    | Лучший международный альбом                | BRIT Awards             | Номинация | [ 121 ]         |
| 2004 | Stripped                                    | Лучший международный альбом года           | Juno Awards             | Номинация | [ 122 ] [ 123 ] |
| 2004 | «Fighter»                                   | Видео года                                 | Juno Awards             | Победа    | [ 122 ] [ 123 ] |
| 2004 | «The Voice Within»                          | Лучшее женское видео                       | MTV Video Music Awards  | Номинация | [ 76 ]          |
| 2004 | «The Voice Within»                          | Лучшая операторская работа                 | MTV Video Music Awards  | Номинация | [ 76 ]          |
| 2004 | «The Voice Within»                          | Выбор зрителей                             | MTV Video Music Awards  | Номинация | [ 76 ]          |

## Наследие
Stripped стал одним из самых коммерчески успешных альбомов Агилеры. Журнал Billboard поместил диск на десятое место в рейтинге наиболее продаваемых альбомов 2003 года, а сама Агилера заняла 50-ю строчку в списке самых успешных исполнителей года. Она также стала четвёртой наиболее успешной поп-певицей года по версии этого же журнала и заняла 13-е место в общем рейтинге. Благодаря успеху синглов с Stripped, журнал поместил Агилеру на вторую строчку в списке наиболее коммерчески успешных певиц, чьи синглы занимали высокие позиции в хит-параде Billboard Hot 100, и назвал самой успешной исполнительницей в чарте Mainstream Top 40. В 2020 году Official Charts Company поместила диск на 14-ю строчку в рейтинге 100 самых успешных женских альбомов века в Великобритании.
Stripped, будучи одной из любимых пластинок Селены Гомес, оказал влияние на её второй сольный альбом Revival (2015). Майк Васс с сайта Idolator в рецензии на Revival назвал Stripped образцом для подражания среди молодых певиц, которые берут в свои руки контроль над имиджем и музыкой. По мнению Джеффа Бенджамина из Fuse TV, обложка альбома Деми Ловато Demi схожа с обложкой Stripped, которая также «ознаменовала музыкальное взросление Агилеры, и на которой она также изображена топлес, излучая новообретённую уверенность». Stripped значительно повлиял на композиции альбома Ловато Tell Me You Love Me (2017); по словам Ловато, её также вдохновила чёрно-белая обложка Stripped.
В 2017 году журнал Billboard назвал Stripped одним из наиболее значимых альбомов 2000-х годов, отметив культурное и музыкальное влияние, которое пластинка оказала на альбомы ряда исполнителей, включая Рианну, Деми Ловато, Майли Сайрус и Ариану Гранде. Майк Нейд с сайта Idolator назвал пластинку примером для певиц, выросших из кумиров подростков во взрослых поп-звёзд. В HuffPost отметили, что Агилера значительно повлияла на риторику феминизма в поп-культуре в начале XXI века и познакомила с ней новое поколение.

## Список композиций
| №                   | Название                                    | Автор(ы) | Продюсер(ы)                                  | Длительность |
| ------------------- | ------------------------------------------- | --- | -------------------------------------------- | ------------ |
| 1.                  | «Stripped Intro»                            | |                                              | 1:39         |
| 2.                  | «Can't Hold Us Down» (при участии Lil' Kim) | Кристина Агилера, Скотт Сторч, Мэтт Моррис                                                                        | Сторч, Агилера[a], E. Dawk[a]                | 4:15         |
| 3.                  | «Walk Away»                                 | Агилера, Сторч, Моррис                                                                                            | Сторч, Агилера[a], E. Dawk[a]                | 5:47         |
| 4.                  | «Fighter»                                   | Агилера, Сторч | Сторч, Агилера[a], E. Dawk[a]                | 4:05         |
| 5.                  | «Primer Amor Interlude»                     | |                                              | 0:53         |
| 6.                  | «Infatuation»                               | Агилера, Сторч, Моррис                                                                                            | Сторч, Агилера[a], E. Dawk[a]                | 4:17         |
| 7.                  | «Loves Embrace Interlude»                   | |                                              | 0:46         |
| 8.                  | «Loving Me 4 Me»                            | Агилера, Сторч, Моррис                                                                                            | Сторч, Агилера[a], E. Dawk[a]                | 4:36         |
| 9.                  | «Impossible»                                | Алиша Киз | Киз                                          | 4:14         |
| 10.                 | «Underappreciated»                          | Агилера, Сторч, Моррис                                                                                            | Сторч, Агилера[a], E. Dawk[a]                | 4:00         |
| 11.                 | «Beautiful»                                 | Линда Перри | Перри                                        | 3:58         |
| 12.                 | «Make Over»                                 | Агилера, Перри, Киша Бьюкенен, Матиа Буэна, Шивон Донахи, Феликс Говард, Кэмерон Маквей, Пол Симм, Джонатан Липси | Перри                                        | 4:12         |
| 13.                 | «Cruz»                                      | Агилера, Перри | Перри                                        | 3:49         |
| 14.                 | «Soar»                                      | Агилера, Роб Хоффман, Хизер Холли                                                                                 | Хоффман, Холли                               | 4:45         |
| 15.                 | «Get Mine, Get Yours»                       | Агилера, Стив Моралес, Балева Мухаммад, Дэвид Сигел                                                               | Моралес, Мухаммад[a]                         | 3:44         |
| 16.                 | «Dirrty» (при участии Redman)               | Агилера, Дана Стинсон, Мухаммад, Реджиналд Нобл,                                                                  | Rockwilder, Агилера, Мухаммад[a], Камерон[a] | 4:58         |
| 17.                 | «Stripped Pt. 2»                            | |                                              | 0:45         |
| 18.                 | «The Voice Within»                          | Агилера, Глен Баллард                                                                                             | Баллард                                      | 5:04         |
| 19.                 | «I'm OK»                                    | Агилера, Перри | Перри                                        | 5:18         |
| 20.                 | «Keep on Singin' My Song»                   | Агилера, Сторч | Сторч, Агилера[a], E. Dawk[a]                | 6:29         |
| Общая длительность: | Общая длительность:                         | Общая длительность:                                                                                               | Общая длительность:                          | 77:34        |

| №                   | Название                                    | Автор(ы) | Продюсер(ы)                                  | Длительность |
| ------------------- | ------------------------------------------- | --- | -------------------------------------------- | ------------ |
| 1.                  | «Stripped Intro»                            | |                                              | 1:39         |
| 2.                  | «Can't Hold Us Down» (при участии Lil' Kim) | Кристина Агилера, Скотт Сторч, Мэтт Моррис                                                                        | Сторч, Агилера[a], E. Dawk[a]                | 4:15         |
| 3.                  | «Walk Away»                                 | Агилера, Сторч, Моррис                                                                                            | Сторч, Агилера[a], E. Dawk[a]                | 5:47         |
| 4.                  | «Fighter»                                   | Агилера, Сторч | Сторч, Агилера[a], E. Dawk[a]                | 4:05         |
| 5.                  | «Primer Amor Interlude»                     | |                                              | 0:53         |
| 6.                  | «Infatuation»                               | Агилера, Сторч, Моррис                                                                                            | Сторч, Агилера[a], E. Dawk[a]                | 4:17         |
| 7.                  | «Loves Embrace Interlude»                   | |                                              | 0:46         |
| 8.                  | «Loving Me 4 Me»                            | Агилера, Сторч, Моррис                                                                                            | Сторч, Агилера[a], E. Dawk[a]                | 4:36         |
| 9.                  | «Impossible»                                | Алиша Киз | Киз                                          | 4:14         |
| 10.                 | «Underappreciated»                          | Агилера, Сторч, Моррис                                                                                            | Сторч, Агилера[a], E. Dawk[a]                | 4:00         |
| 11.                 | «Beautiful»                                 | Линда Перри | Перри                                        | 3:58         |
| 12.                 | «Make Over»                                 | Агилера, Перри, Киша Бьюкенен, Матиа Буэна, Шивон Донахи, Феликс Говард, Кэмерон Маквей, Пол Симм, Джонатан Липси | Перри                                        | 4:12         |
| 13.                 | «Cruz»                                      | Агилера, Перри | Перри                                        | 3:49         |
| 14.                 | «Soar»                                      | Агилера, Роб Хоффман, Хизер Холли                                                                                 | Хоффман, Холли                               | 4:45         |
| 15.                 | «Dirrty» (при участии Redman)               | Агилера, Дана Стинсон, Мухаммад, Реджиналд Нобл                                                                   | Rockwilder, Агилера, Мухаммад[a], Камерон[a] | 4:58         |
| Общая длительность: | Общая длительность:                         | Общая длительность:                                                                                               | Общая длительность:                          | 57:34        |

| №                   | Название                  | Автор(ы)              | Продюсер(ы)                   | Длительность |
| ------------------- | ------------------------- | --------------------- | ----------------------------- | ------------ |
| 1.                  | «Stripped Pt. 2»          |                       |                               | 0:45         |
| 2.                  | «The Voice Within»        | Агилера, Глен Баллард | Баллард                       | 5:04         |
| 3.                  | «I'm OK»                  | Агилера, Перри        | Перри                         | 5:18         |
| 4.                  | «Keep on Singin' My Song» | Агилера, Сторч        | Сторч, Агилера[a], E. Dawk[a] | 6:29         |
| Общая длительность: | Общая длительность:       | Общая длительность:   | Общая длительность:           | 17:36        |

Примечания
- ↑  означает вокального продюсера

Семплы
- В «Make Over» содержится семпл из композиции Sugababes «Overload». В буклете более поздних тиражей альбома в авторах трека указаны Киша Бьюкенен, Матиа Буэна, Шивон Донахи, Феликс Говард, Кэмерон Маквей, Пол Симм и Джонатан Липси; в ранних изданиях диска этого не было.
- В «I'm OK» содержится аудиосемпл из песни, которую исполнили Эллен Муф и Дэвид Стрэтэйрн для фильма «Долорес Клэйборн», экранизации одноимённого произведения Стивена Кинга.

## Участники записи
Информация адаптирована из буклета альбома Stripped.
Производство
- Кристина Агилера — исполнительный продюсер, вокальный продюсер, автор песен, композитор
- E. Dawk — вокальный продюсер, соавтор
- Рон Фэйр — исполнительный продюсер, A&R
- Скотт Сторч — продюсер, автор песен, композитор
- Линда Перри — продюсер, автор песен, композитор, звукорежиссёр
- Роб Хоффман — продюсер, автор песен, композитор
- Хизер Холли — продюсер, автор песен, композитор
- Стив Моралес — продюсер, автор песен, композитор
- Алиша Киз — продюсер, автор песен, композитор
- Глен Баллард — продюсер, автор песен, композитор
- Rockwilder — продюсер
- Джаспер Камерон — автор песен, композитор
- Балева Мухаммад — автор песен, композитор
- Рейджиналд Нобл — автор песен, композитор
- Дэвид Сигел — автор песен, композитор
- Дана Стинсон — автор песен, композитор
- Моррис Мэтт — автор песен
- Тони Блэк — звукозапись
- Оскар Рамирес — звукозапись
- Васим Зрейк — звукозапись
- Шейн Стоунер — звукозапись
- Дэвид Герреро — звукорежиссёр, ассистент инженера микширования
- Дилан Дрездоу — звукорежиссёр, инженер микширования
- Эндрю Чавес — ассистент звукорежиссёра, ассистент инженера микширования
- Дэви Ваин — ассистент звукорежиссёра, Pro Tools
- Брайан Дуглас — ассистент звукорежиссёра
- Алекс Гибсон — ассистент звукорежиссёра
- Джей Гоин — ассистент звукорежиссёра
- Марк Кизула — ассистент звукорежиссёра
- Аарон Лепли — ассистент звукорежиссёра
- Джон Морихал — ассистент звукорежиссёра
- Рафаэль Серрано — ассистент звукорежиссёра
- Кевин Шимански — ассистент звукорежиссёра
- Скотт Уиттинг — ассистент звукорежиссёра
- Тони Мазерати — сведение
- Питер Мокран — сведение
- Дэйв Пенсадо — сведение
- Рич Бальмер — ассистент инженера микширования
- Тони Флорес — ассистент инженера микширования
- Энтони Килхоффер — ассистент инженера микширования
- Джейми Сикора — ассистент инженера микширования
- Итан Уиллоуби — ассистент инженера микширования
- Джоли Левине-Аллер — координатор продюсирования
- Стефани Кубяк — ассистент продюсирования
- Джоанн Томинага — музыкальный контрактор
- Брайан Гарднер — мастеринг
- Джери Хайден — арт-директор и дизайн
- Глен Накасако — арт-директор и дизайн
- Миранда Пенн Турин — фотограф

Музыканты
- Кристина Агилера — вокал, бэк-вокал, вокальное продюсирование и аранжировки
- Lil’ Kim — вокал, речитатив
- Redman — вокал, речитатив
- E.Dawk — вокальное продюсирование и аранжировки, хоровая вокальная аранжировка
- Балева Мухаммад — вокальное продюсирование и аранжировки
- Алиша Киз — бэк-вокал, фортепиано, другие инструменты
- Макси Андерсон — бэк-вокал, хоровая вокальная аранжировка
- Александра Браун — бэк-вокал
- Кристал Драммер — бэк-вокал
- Чарлин Хайнс — бэк-вокал
- Эрика Кинг — бэк-вокал
- Ноли Робинсон — бэк-вокал
- Альфи Силлас — бэк-вокал
- Тоя Смит — бэк-вокал
- Максин Уотерс-Уиллард — бэк-вокал
- Линда Перри — бас-гитара, гитара, фортепиано, струнные и дирижирование, музыкальное программирование
- Алекс Аль — бас-гитара
- Юрайя Даффи — бас-гитара
- Майк Элизондо — бас-гитара
- Руфус Джексон — бас-гитара
- Тарус Матин — бас-гитара
- Стив Моралес — программирование ударных, аранжировки
- Мэтт Чемберлен — ударные
- Брайан Фрейзер-Мур — ударные
- Камерон Хафф — ударные
- Пол Джон — ударные
- Брайан Маклеод — ударные
- Майк Стинсон — ударные
- Ахмир Томпсон — ударные
- Дэррил Диксон — валторна
- Гэри Грант — валторна
- Джерри Эй — валторна
- Дэниел Хиггинс — валторна
- Фред Максвелл — валторна
- Билл Райхенбах — валторна
- Дэвид Уотсон — валторна
- Роб Хоффман — гитара, программирование, оркестральная перкуссия
- Глен Баллард — гитара, аранжировки, клавишные
- Аарон Фишбейн — гитара, электрогитара
- Джон Гоу — гитара
- Майкл Ландау — гитара
- Дэйв Наварро — гитара
- Артур Уайт — гитара
- Дуэйн Уиггинс — гитара
- Рамон Стагнаро — акустическая гитара
- Дэймон Фокс — клавишные
- Рэнди Кербер — клавишные
- Дэвид Сигел — клавишные
- Грег Филинджейнс — клавишные
- Ричард Додд — виолончель
- Лили Гайдн — альт, скрипка
- Шанти Рэндалл — альт
- Эрик Горфейн — скрипка
- Ларри Голд — струнные и дирижирование
- Рон Фэйр — струнные
- Билл Росс — оркестр
- Энсон Докинз — хоровая вокальная аранжировка
- Эрик Докинз — хоровая вокальная аранжировка

## Чарты
| Чарт (2002–2006)                   | Высшая позиция |
| ---------------------------------- | -------------- |
| Argentine Albums (CAPIF)           | 1              |
| Австралия (ARIA)                   | 7              |
| Austrian Albums (Ö3 Austria)       | 10             |
| Belgian Albums (Ultratop Flanders) | 7              |
| Belgian Albums (Ultratop Wallonia) | 46             |
| Канада (Canadian Albums Chart)     | 3              |
| Danish Albums (Hitlisten)          | 5              |
| Dutch Albums (MegaCharts)          | 3              |
| French Albums (SNEP)               | 49             |
| German Albums (Offizielle Top 100) | 6              |
| Hungarian Albums (MAHASZ)          | 39             |
| Irish Albums (IRMA)                | 2              |
| Italian Albums (FIMI)              | 16             |
| Japanese Albums (Oricon)           | 13             |
| New Zealand Albums (RMNZ)          | 5              |
| Norwegian Albums (VG-lista)        | 10             |
| Шотландия (Scottish Albums Chart)  | 2              |
| Slovak Albums (IFPI Slovensko)     | 20             |
| Spanish Albums (PROMUSICAE)        | 12             |
| Swedish Albums (Sverigetopplistan) | 13             |
| Swiss Albums (Schweizer Hitparade) | 9              |
| Великобритания (UK Albums Chart)   | 2              |
| Billboard 200                      | 2              |
| США (Billboard Top Catalog Albums) | 14             |

| Чарт (2002)     | Позиция |
| --------------- | ------- |
| UK Albums (OCC) | 110     |

| Чарт (2003)                        | Позиция |
| ---------------------------------- | ------- |
| Australian Albums (ARIA)           | 12      |
| Austrian Albums (Ö3 Austria)       | 31      |
| Belgian Albums (Ultratop Flanders) | 17      |
| Dutch Albums (MegaCharts)          | 11      |
| German Albums (Offizielle Top 100) | 16      |
| Hungarian Albums (MAHASZ)          | 79      |
| Irish Albums (IRMA)                | 5       |
| New Zealand Albums (RMNZ)          | 21      |
| Swiss Albums (Schweizer Hitparade) | 54      |
| UK Albums (OCC)                    | 3       |
| Billboard 200                      | 10      |

| Чарт (2004)                        | Позиция |
| ---------------------------------- | ------- |
| Australian Albums (ARIA)           | 58      |
| German Albums (Offizielle Top 100) | 68      |
| Swiss Albums (Schweizer Hitparade) | 88      |
| UK Albums (OCC)                    | 65      |

| Чарт (2005)     | Позиция |
| --------------- | ------- |
| UK Albums (OCC) | 181     |

| Чарт (2000–2009)         | Позиция |
| ------------------------ | ------- |
| Australian Albums (ARIA) | 66      |
| UK Albums (OCC)          | 29      |
| Billboard 200            | 77      |

## Сертификации
| Регион | Сертификация  | Продажи    |
| --- | ------------- | ---------- |
| Аргентина (CAPIF) | Платиновый    | 40 000^    |
| Австралия (ARIA) | 4× Платиновый | 280 000^   |
| Австрия (IFPI Austria) | Платиновый    | 30 000*    |
| Бразилия (ABPD) | Золотой       | 60,000     |
| Канада (Music Canada) | 4× Платиновый | 400 000    |
| Дания (IFPI Danmark) | Платиновый    | 50 000^    |
| Германия (BVMI) | 2× Платиновый | 600 000    |
| Венгрия (Mahasz) | Платиновый    | 20 000^    |
| Италия (FIMI) | Золотой       | 50 000*    |
| Япония (RIAJ) | Золотой       | 100 000^   |
| Мексика (AMPROFON) | Платиновый    | 150 000    |
| Нидерланды (NVPI) | Платиновый    | 80 000^    |
| Новая Зеландия (RMNZ) | 2× Платиновый | 30 000^    |
| Норвегия (IFPI Norway) | Платиновый    | 40 000*    |
| Республика Корея | —             | 135,166    |
| Испания (PROMUSICAE) | Золотой       | 50 000^    |
| Швеция (GLF) | Платиновый    | 60 000^    |
| Швейцария (IFPI Switzerland) | Платиновый    | 40 000^    |
| Великобритания (BPI) | 6× Платиновый | 2,050,000  |
| США (RIAA) | 5× Платиновый | 5 000 000  |
| Итого |               |            |
| Европа (IFPI) | 3× Платиновый | 3 000 000* |
| Мир | —             | 12,000,000 |
| * Данные о продажах приведены только на основе сертификации. · ^ Данные о тиражах приведены только на основе сертификации. · Данные о продажах + прослушиваниях приведены только на основе сертификации. |               |            |

1. ↑   In South Korea, Stripped sold 83,156 copies in the last two months of 2002,[192] as well sold an additional 52,010 throughout 2003.[193][194]

## История релиза
| Регион               | Дата                  | Формат(ы)       | Лейбл(ы)   | Прим.   |
| -------------------- | --------------------- | --------------- | ---------- | ------- |
| Дания                | 22 октября 2002 года  | компакт-диск    | Sony Music | [ 203 ] |
| Финляндия            | 22 октября 2002 года  | компакт-диск    | Sony Music | [ 204 ] |
| Норвегия             | 22 октября 2002 года  | компакт-диск    | Sony Music | [ 205 ] |
| Швеция               | 22 октября 2002 года  | компакт-диск    | Sony Music | [ 206 ] |
| Испания              | 24 октября 2002 года  | компакт-диск    | Sony Music | [ 207 ] |
| Япония               | 25 октября 2002 года  | компакт-диск    | Sony Music | [ 208 ] |
| Италия               | 26 октября 2002 года  | компакт-диск    | Sony Music | [ 209 ] |
| Великобритания       | 26 октября 2002 года  | компакт-диск    | RCA        | [ 210 ] |
| Австралия            | 28 октября 2002 года  | компакт-диск    | Sony Music | [ 211 ] |
| Германия             | 28 октября 2002 года  | компакт-диск    | Sony Music | [ 212 ] |
| Новая Зеландия       | 28 октября 2002 года  | компакт-диск    | Sony Music | [ 213 ] |
| Португалия           | 28 октября 2002 года  | компакт-диск    | Sony Music | [ 214 ] |
| Канада               | 29 октября 2002 года  | компакт-диск    | Sony Music | [ 215 ] |
| Франция              | 29 октября 2002 года  | компакт-диск    | Sony Music | [ 216 ] |
| Польша               | 29 октября 2002 года  | компакт-диск    | Sony Music | [ 217 ] |
| США                  | 29 октября 2002 года  | компакт-диск    | RCA        | [ 218 ] |
| США                  | 5 ноября 2002 года    | компакт-кассета | RCA        | [ 219 ] |
| Китайская Республика | 6 ноября 2002 года    | компакт-диск    | Sony Music | [ 220 ] |
| Канада               | 2 декабря 2002 года   | винил           | Sony Music | [ 221 ] |
| Германия             | 3 декабря 2002 года   | винил           | Sony Music | [ 222 ] |
| США                  | 3 декабря 2002 года   | винил           | RCA        | [ 223 ] |
| Китай                | 5 мая 2004 года       | компакт-диск    | Sony Music | [ 224 ] |
| Япония               | 25 мая 2005 года      | компакт-диск    | Sony Music | [ 225 ] |
| Япония               | 9 августа 2006 года   | компакт-диск    | Sony Music | [ 226 ] |
| Япония               | 24 сентября 2008 года | компакт-диск    | Sony Music | [ 227 ] |